# 20 лет одиночества
«20 лет одиночества» — первый и единственный сборник лучших песен группы «НАИВ». Согласно информации, изложенной на официальном сайте группы, этим сборником «НАИВ» подводит черту своему творчеству за 20 лет. Помимо хитов группы, в сборник также вошла новая песня: «20 лет одиночества». По словам лидера «НАИВа» Александра Чачи Иванова, в этой песне полностью объяснены причины ухода группы в бессрочный отпуск.

## История
Весь 2008 год «НАИВ» провёл в турне «20 лет рока» по городам России и СНГ. Тем летом, по признанию музыкантов, и была написана заглавная песня к этому сборнику. В феврале 2009 года барабанщик и менеджер Дмитрий Хакимов объявил об уходе группы в творческий отпуск и о том, что последний концерт пройдёт 4 апреля. На этом концерте и был представлен первый официальный сборник песен. На самом деле, меньше чем за год до этого был выпущен сборник «Только лучшее», в презентации которого принимали участие музыканты группы.

## Отзывы критиков
В сборнике «20 лет одиночества» до обидного мало весёлых бесшабашных песен, которыми так славится «НАИВ». <…> На многих попавших сюда треках лежит налёт усталости, разочарования, какого-то бездеятельного оцепенения. <…> В общем, у музыкантов «НАИВа» получилась не столько объективная антология, сколько психологический срез их нынешнего состояния.
— Денис Ступников, km.ru

## Список композиций
| №   | Название                                                       | Длительность |
| --- | -------------------------------------------------------------- | ------------ |
| 1.  | «20 лет одиночества»                                           | 4:40         |
| 2.  | «Я не шучу»                                                    | 3:12         |
| 3.  | «Рок»                                                          | 2:26         |
| 4.  | «Думаешь нет — говоришь да»                                    | 3:04         |
| 5.  | «Героин (Меня убивает)»                                        | 3:18         |
| 6.  | «Я спокоен»                                                    | 2:45         |
| 7.  | «Что нам делать»                                               | 3:36         |
| 8.  | «Схема»                                                        | 3:14         |
| 9.  | «Постоянно дуют (Каждый день)»                                 | 3:19         |
| 10. | «Суперзвезда»                                                  | 3:51         |
| 11. | «Иллюзия свободы»                                              | 3:30         |
| 12. | «Dehumanized»                                                  | 3:44         |
| 13. | «Вася»                                                         | 3:28         |
| 14. | «Надейся на себя»                                              | 3:35         |
| 15. | «Я не знаю»                                                    | 3:52         |
| 16. | «Сэ-ля-ви (Такова жизнь) (feat. Блондинка КсЮ и Тутта Ларсен)» | 3:51         |
| 17. | «Утро»                                                         | 2:45         |
| 18. | «Танки-панки (Live)»                                           | 3:33         |
| 19. | «Моё сердце (Не остановилось)»                                 | 4:23         |
| 20. | «Продолжение следует…»                                         | 1:04         |